# 科托库·恩加瓦提
科托库·恩加瓦提（英語：Kotuku Ngawati，1994年6月16日—）来自墨尔本，是一名澳大利亚女子游泳运动员，主攻混合泳，拥有新西兰毛利血统。她在2016年里约奥运上获得女子200米个人混合泳第17名，以一个名次之差无缘半决赛。一年后，她在2017年世界游泳锦标赛上获得女子4×200米自由泳接力的铜牌。